# Full-Reuenthal
Full-Reuenthal (schweizertyska: Full-Röilete) är en kommun i distriktet Zurzach i kantonen Aargau, Schweiz. Kommunen har 994 invånare (2023).
Kommunen består av byarna Full (cirka 665 invånare) och Reuenthal (cirka 210 invånare).